# SpaceX CRS-33
SpaceX CRS-33 je budoucí zásobovací mise kosmické lodi Dragon 2 společnosti SpaceX k Mezinárodní vesmírné stanici (ISS), třináctá v rámci programu Commercial Ressuply Services 2. Start Dragonu se 3 tunami zásob a provozního a vědeckého materiálu je naplánován na 24. srpna 2025, připojení ke stanici se má uskutečnit o den později. Půjde o celkem 50. let některé z kosmických lodí společnosti SpaceX k ISS, navíc potrvá přinejmenším do prosince 2025, tedy podstatně déle než obvyklých zhruba pět týdnů.

## Kosmická loď Cargo Dragon

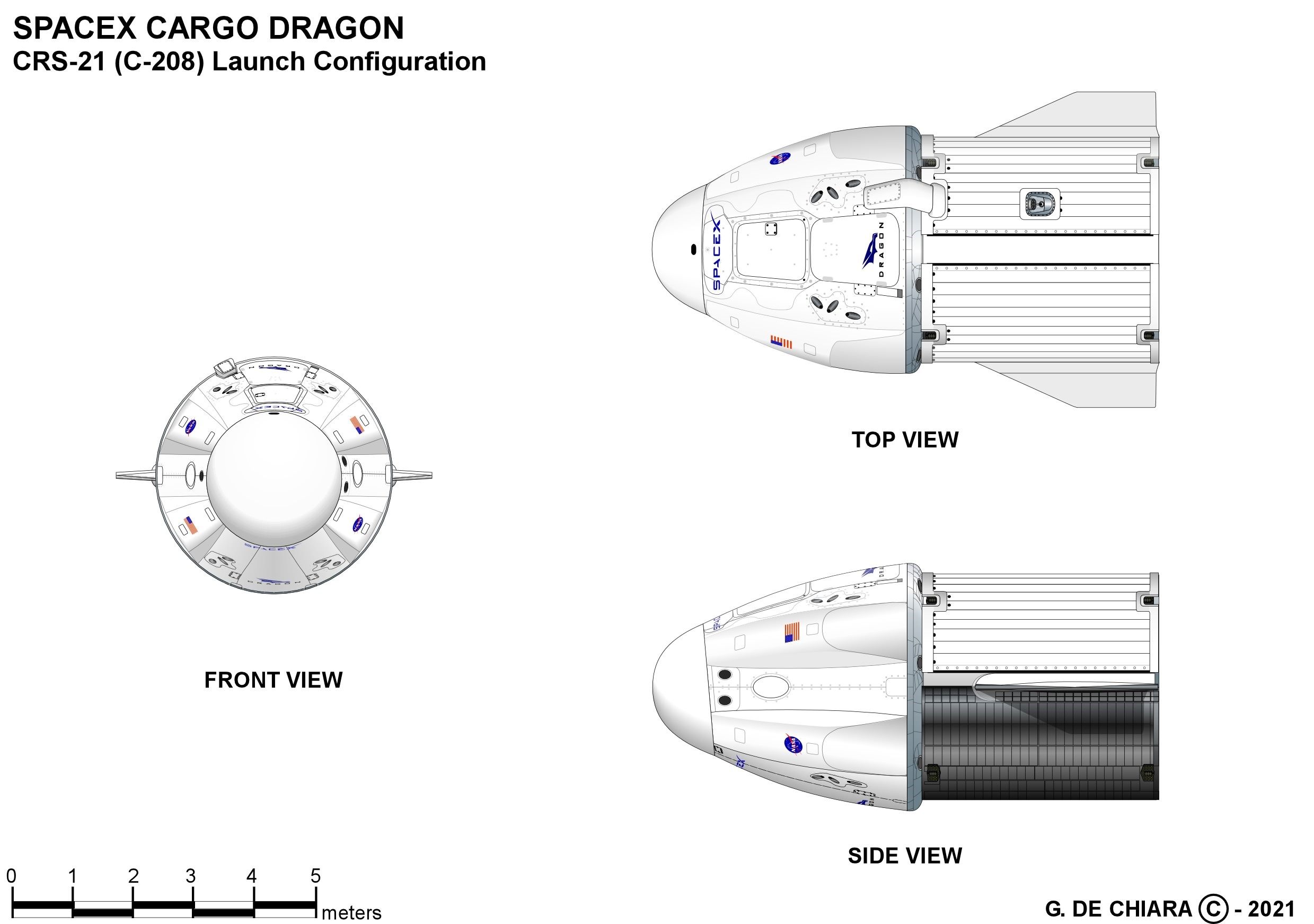
Cargo Dragon ve startovní konfiguraci.

Cargo Dragon je nákladní kosmická loď navržená společností SpaceX, v současnosti jediný prostředek schopný dopravit náklad nejen ze Země na nízkou oběžnou dráhu, ale také nazpět. 
Tvoří ji znovupoužitelná kabina kónického tvaru a nástavec v podobě dutého válce (tzv. trunk). V kabině je pro náklad určen hermetizovaný prostor 9,3 m3 a v nástavci nehermetizovaných 12,1 m3 pro náklad, který nemusí být přepravován v kabině, zejména proto, že bude umístěn na vnějším povrchu ISS. Sestava kabiny a nástavce ve startovní pozici měří na výšku 8,1 metru a v průměru má 4 metry.
Celková nosnost lodi při startu je 6 000 kg na oběžnou dráhu a až 3 307 kg na ISS, z toho až 800 kg v nástavci. Zpět na Zemi může loď dopravit až 3 000 kg nákladu a v nástavci, který před přistáním odhodí, aby shořel v atmosféře, až 800 kg odpadu z ISS.
SpaceX uvádí životnost lodi 75 dní, NASA však využívá zhruba polovinu této doby a nákladní Dragony se na Zemi vracejí po 5 až 6 týdnech.

## Průběh letu
Hned na začátku Expedice 73 v dubnu 2025 na ISS přiletěla nákladní loď SpaceX CRS-32, která se měla původně odehrát před koncem předchozí 72. expedice, ale z různých důvodů byla v programu letů odložena o několik měsíců. Proto se v čase posunul také let CRS-33, NASA v prvním oznámení v polovině května 2025 NASA informovala o plánovaném startu koncem srpna téhož roku a současně o tom, že loď zůstane u ISS déle než obvyklých zhruba 30 dní, aby mohla pomocí dodatečných motorů a paliva v nástavci (trunku) otestovat možnosti Dragonu při zvyšování dráhy stanice. Stejný termín a záměr ohledně většího počtu testů zvyšování dráhy stanice NASA potvrdila v polovině května 2025. Upřesnění termínu startu na „nejdříve 21. srpna” pak agentura vydala koncem července 2025. o pár dní později vyšel najevo také předběžný čas startu v 07:57 UTC. Dva dny před plánovaným termínem ale NASA termín startu změnila na 24. srpna 2025 v 06:45 UTC s připojením ke stanici 25. srpna kolem 11:30 UTC.
Kabina C211 odstartuje ke svému 3. letu z rampy SLC-40 na kosmodromu CCSFS na Floridě a o necelých 30 hodin později se připojí k ISS prostřednictvím předního portu modulu Harmony. Pokud se tak stane, půjde o celkem 50. misi kosmické lodi Dragon k ISS. To zahrnuje:
- 20 zásobovacích letů první verze lodí Dragon (včetně testovací mise COTS Demo Flight 2 a bez započtení mise CRS-7, která skončila explozí lodi a rakety krátce po startu),
- 13 zásobovacích letů lodí Cargo Dragon (nákladní verze lodi Dragon 2, včetně této mise CRS-33),
- 13 letů lodí Crew Dragon (verze lodi Dragon 2 pro lety s posádkou, včetně 2 testovacích misí Demo 1 a Demo 2),
- 4 lety lodí Crew Dragon v programu privátních letů (Private Astronaut Missions) se společnosti Axiom Space.

Ohledně plánované délky mise řekla počátkem srpna 2025 zástupkyně SpaceX, že loď zůstane u stanice alespoň do konce prosince 2025, dokud neprovede všechny několikaminutové zážehy pro zvýšení dráhy stanice, na které bude mít palivo, podle očekávání 4 nebo 5. Dodala také, že Cargo Dragon bude mít pro tento účel zhruba trojnásobnou kapacitu než lodi Cygnus, které úpravy dráhy stanice opakovaně testovaly během několika svých posledních misí.
Po splnění úkolů loď od ISS odletí a poté přistane na padácích do vod Tichého oceánu u břehů Kalifornie. 

## Užitečné zatížení

### Při příletu
Dragon 2 doveze na ISS zhruba 3 tuny zásob a materiálu. Náklad obvykle tvoří:
- zásoby pro posádku, zejména potraviny a osobní věci,
- vybavení pro výstupy do volného prostoru,
- hardware pro údržbu a rozvoj stanice,
- počítačové vybavení,
- materiály a technika pro vědecký program NASA a jejích partnerů (včetně cubesatů určených k vypuštění na oběžnou dráhu) (255 kg).

### Při návratu
Loď při návratu na Zemi může odvézt různý materiál o hmotnosti až 1 950 kg. Obvykle ho tvoří zejména výsledky vědeckých experimentů provedených na palubě stanice, nebo součásti vybavení stanice určené k výměně nebo opravám před znovupoužitím na stanici. 